# Haim Saban
Haim Saban (em hebraico: חיים סבן‎‎; Alexandria, 15 de outubro de 1944) é um produtor de televisão israelense-americano. Com uma fortuna estimada em 2,8 bilhões de dólares, ele é classificado pela Forbes como a 232º pessoa mais rica dos Estados Unidos.
Na década de 1990, a companhia de Saban se tornou mais conhecida pela produção de Power Rangers, Masked Rider, VR Troopers e Big Bad Beetleborgs, que eram adaptações ocidentais de programas tokusatsu japoneses. Séries que após serem lançadas pela Saban Entertainment, viraram fenômeno mundial na década de 90, tornando muito desses heróis famosos até hoje. Esse reconhecimento mundial se fez mais por conta das versões americanas do que a de seu país de origem

## Vida pessoal
Saban nasceu em uma família judia em Alexandria, Egito, em 1944. Em 1956, a família Saban imigrou para Israel, juntamente com a maioria da comunidade judaica egípcia. Saban foi estudar no internato Youth Aliyah. Expulso por ser um encrenqueiro, ele se matriculou em uma escola noturna, onde o diretor disse a ele: "Você não nasceu para estudos acadêmicos; você nasceu para ganhar dinheiro. Saban é casado com Cheryl Lynn (Flor) Saban, com quem tem dois filhos. Ele também tem duas enteadas, Tifany e Heidi Lenhart. Ele reside em Beverly Hills, Califórnia.

## Carreira musical
Saban começou sua carreira em 1966 como baixista e empresário da banda de rock The Lions of Judah (Ha'arayot). Em 1969, Dave Watts da banda britânica The Tornados se juntou ao Lions. Naquele ano, a banda viajou para a Inglaterra, tocando em casas noturnas de Londres e foi contratada pela Polydor Records. Em julho de 1969, a banda apareceu no programa da BBC TV Colour Me Pop. Os Lions gravaram o single, "Our Love's A Growing Thing", que não foi lançado no Reino Unido devido a dificuldades financeiras. A banda voltou para Israel e Saban focado em ser um promotor musical.
No início dos anos 70, Saban mudou-se para a França, onde trabalhou como produtor musical. Seus clientes incluíam Noam Kaniel, Mike Brant e Shuki & Aviva. Ele também fundou uma gravadora com Shuki Levy.
Em 1978 e 1982, Saban usou o pseudônimo Kussa para escrever e gravar músicas em quatro gravadoras para as quais ele também trabalhou como produtor usando seu nome verdadeiro. Desde então, ele tem usado frequentemente o nome Kussa Mahchi para composições em produções para a Saban Entertainment, incluindo a trilha sonora de Mighty Morphin Power Rangers: O Filme.

## Carreira nos negócios

#### Saban Entertainment
Nos Estados Unidos, tornou-se um produtor de televisão, fundando a Saban Entertainment em 1988. Durante esse tempo, Haim Saban e seu parceiro, Shuki Levy ficaram conhecidos por composições de trilhas sonoras para programas infantis de televisão da década de 1980. Embora Levy e Saban compusessem para seus próprios trabalhos (como Kidd Video e Maple Town), também compuseram para produções de outras empresas (como Inspector Gadget, As Misteriosas Cidades de Ouro, M.A.S.K., Dinosaucers, Dragon Quest, He-Man e os Mestres do Universo, She-Ra: Princess of Power, e Jayce). Em 1998, The Hollywood Reporter informou que ele não chegou a compor todas as músicas (totalizando 3.700 obras em 2008), pelas quais é creditado; dez compositores ameaçaram processar Saban, mas acabaram por resolver essas questões extrajudicialmente.
Na década de 1990, a empresa de Saban ficou conhecida pela produção de Power Rangers, Masked Rider, VR Troopers e Big Bad Beetleborgs, que eram adaptações ocidentais de programas tokusatsu japoneses.

#### Fox Family
Em 1996, a Fox Children's Productions, divisão da News Corporation e a Saban Entertainment se fundiram para formar a Fox Kids Worldwide. Também neste ano o joint-venture comprou o acervo da C&D das mãos de Jean Chalopin.
Com a grande mudança no mercado de produções infantis nos Estados Unidos dos blocos de horários da TV aberta para os canais 24 horas da TV por assinatura como Cartoon Network e Nickelodeon, buscaram lançar um concorrente que transmitiria programas da popular Fox Kids. Visando o The Family Channel, a News Corp. fez uma oferta para comprar a IFE por meio do joint-venture em 1997.
Em 23 de julho de 2001, Saban anunciou que ele e a News Corp. Venderiam a Fox Family Worldwide Inc por US$ 5,3 bilhões para a The Walt Disney Company. e em 24 de outubro de 2001 a venda foi concluída e o canal renomeado ABC Family. Saban lucrou US$ 1,6 bilhões com essa venda.

#### ProSiebenSat.1
Em agosto de 2003, Saban liderou um consórcio, que adquiriu ações no grupo ProSiebenSat.1 Media, do Kirch Media Group, o conglomerado de mídia alemão então falido.
ProSiebenSat.1, é a maior empresa de radiodifusão televisiva comercial da Alemanha, que possui cinco canais de televisão, incluindo ProSieben e SAT.1, dois dos três principais canais na Alemanha. Coletivamente, os canais da ProSiebenSat.1 representavam aproximadamente 45% do mercado da publicidade televisiva alemã na época. a aquisição da ProSiebenSat.1 por Saban foi a primeira vez que um estrangeiro assumiu o controle de uma grande empresa de mídia alemã.
Saban supervisionou uma reviravolta bem sucedida na ProSiebenSat.1, recrutando antigos rivais de negócios, como o ex-chefe-executivo da BSkyB Tony Ball e o ex-diretor-geral da BBC Greg Dyke para o conselho administrativo da empresa.
Em março de 2007, Saban Capital Group e o consórcio venderam a sua participação na ProSiebenSat.1 para a KKR e Permira, por 22,40€ por ação após originalmente pagar 7,5€ por ação em 2003.

#### Univision
Em 27 de junho de 2006, a Saban Capital Group liderou um grupo de investidores concorrendo pela Univision Communications, a maior empresa de mídia em língua espanhola nos Estados Unidos. Outros investidores do grupo liderado pela Saban foram o Texas Pacific Group, de Fort Worth, Texas, e Thomas H. Lee Partners. O grupo foi bem sucedida na aquisição da Univision com uma oferta no valor de US$ 13,7 bilhões.

## Pontos de vista políticos e de angariação de fundos
Saban diz que sua maior preocupação é proteger Israel. Em uma conferência em Israel, Saban descreveu sua fórmula. Suas três maneiras de influenciar a política americana foram: Fazer doações para partidos políticos, estabelecer think tanks e controlar meios de comunicação.
Saban envolveu-se na política, em meados dos anos 90, quando ele sentiu que o apoio a Israel estava decaindo nos Estados Unidos. Ele diz que suas opiniões mudaram ao longo dos anos: "Eu costumava ser um verdadeiro esquerdista. Eu me lembro de Arik Sharon [o líder do partido de direita Likud, de Israel] vir aqui, à minha casa, poucos meses antes de Camp David, quando ele ainda era líder da oposição. Ele me disse que não haveria negócio porque [Yasser] Arafat não o assinaria. eu disse-me que não havia nada a ser feito - esses direitistas eram simplesmente loucos. Eu não tinha dúvida alguma de que haveria um acordo e os problemas seriam resolvidos. História provou que Sharon estava certo e eu estava errado. Em matéria de segurança, que me fizeram alinhar mais a direita. Muito mais para a direita... Quando há um ataque terrorista, eu sou [Avigdor] Lieberman. Às vezes, mais para a direita do que Lieberman. Durante dois dias, eu realmente amo Lieberman. Mas depois eu volto para a realidade. Olha, eu não vejo uma solução hoje.
Saban tem sido um doador generoso e consistente para o Partido Democrata dos Estados Unidos de acordo com a Comissão Eleitoral Federal. A revista Mother Jones, em uma análise dos principais doadores para as campanhas da corrida eleitoral de 1998, classificou Saban como 155º entre os doadores individuais. Amy Paris observou que generosidade de Saban durante o governo Clinton "não foi sem recompensa. Durante a administração de Clinton, o executivo de entretenimento trabalhou no Conselho de Exportação do Presidente, aconselhando a Casa Branca em questões comerciais." The New York Times relatou que Haim e sua esposa "dormiram na Casa Branca várias vezes durante os dois mandatos do presidente Clinton". Saban ainda mantém estreita amizade com o ex-presidente. Clinton descreveu Saban como um "muito bom amigo e apoiador". Saban contribuiu com entre US$ 5 milhões e US$ 10 milhões para a Fundação William J. Clinton.
Durante a eleição presidencial de 2000, Saban subiu de posição para o 5º lugar entre os doadores individuais com uma contribuição combinada de US$ 1,2505 milhões. Matthew Yglesias escreveu que "Saban foi o maior contribuinte em geral para o Comitê Nacional Democrata durante o período de 2001-2002". As doações de Saban durante o período de 2001-2002 ultrapassaram US$ 10 milhões, a maior doação que o DNC recebeu de uma única pessoa até aquele momento.
Em setembro de 2004, Hillary Clinton descreveu Saban como um amigo muito bom, apoiador e conselheiro: "Sou grata por seu compromisso com Israel, a uma paz justa e duradoura no Médio Oriente e pelo trabalho com a minha fundação, particularmente em questões de reconciliação". Em maio de 2007, Haim declarou publicamente seu apoio a Clinton na eleição presidencial de 2008. Em junho de 2007, Saban e Steven Spielberg co-organizaram uma festa para angariar fundos em favor de Hillary Clinton na casa de Peter Chernin, presidente da News Corporation. De acordo com o Los Angeles Times, o evento angariou mais de US$ 850 mil.
Em março de 2008, Saban estava entre um grupo de grandes doadores judeus que assinaram uma carta a líder da Câmara dos Representantes, Nancy Pelosi, do Partido Democrata avisando-a de "manter-se fora das primárias presidenciais do partido." Os doadores, que "eram fortes apoiantes da campanha presidencial da senadora Hillary Rodham Clinton", "se irritaram com uma entrevista de 16 de março em que Pelosi disse que os 'superdelegados' do partido devem acatar a vontade da maioria na escolha de um candidato. " A carta endereçada a Pelosi afirma que os doadores" tem sido fortes defensores do DCCC "e afirma, de acordo com a Jewish Telegraphic Agency, que Pelosi poderia perder o apoio financeiro deles nas próximas eleições para o Congresso.
Em 19 de maio de 2008, foi relatado que Haim Saban tinha "oferecido US $ 1 milhão para os Young Democrats of America durante uma conversa telefónica na qual ele também pressionado para que os dois superdelegados que não estavam comprometidos, endossassem a nomeação de Clinton como candidata a presidência".
Saban também fez doações para os membros do Partido Republicano, incluindo uma contribuição em 2003 para a campanha de 2004 a reeleição de George W. Bush.

### Hillary Clinton
Saban apoiou a candidatura de Hillary Clinton à presidência americana em 2016. Entre junho de 2015 e julho de 2016, ele e sua esposa doaram mais de US$ 7 milhões para a "Priorities USA" um comitê de ações políticas que apoia Clinton, enquanto isso, disse que o candidato do Partido Republicano, Donald Trump é "um perigo para os Estados Unidos".

### Keith Ellison
Saban afirmou que Keith Ellison, que concorreu a liderança do DNC, "é claramente um indivíduo anti-semita e anti-Israel." Saban também afirmou que Bernie Sanders é "uma pessoa anti-Israel".

### Saban Center for Middle East Policy
Em 2002 Saban forneceu um financiamento inicial de US$ 13 milhões e prometeu fundos adicionais para criar o Centro Saban para Política do Oriente Médio, um think tank de política externa com sede em Washington, DC. O Centro Saban faz parte do Instituto Brookings. O Centro Saban tem o objetivo de fornecer ao governo, informações e análises sobre a política externa dos Estados Unidos no Oriente Médio. Saban nomeou Martin Indyk para dirigir o centro.
Haim Saban discutiu seus pontos de vista sobre a região do Oriente Médio e do Golfo Pérsico em grande detalhe em uma entrevista de 2006 para o jornal israelense Haaretz. Suas observações foram particularmente notáveis sobre o Irã: "Quando vejo Ahmadinejad, vejo Hitler. Eles falam a mesma língua Sua motivação também é clara: O retorno do Mahdi é o objetivo final. E para uma pessoa religiosa de auto-convencimento profundo, este objetivo final vale a liquidação de cinco milhões e meio de judeus. Nós não podemos permitir isso. Armas nucleares nas mãos de uma liderança religiosa que está convencida de que a aniquilação de Israel trará a emergência de um novo califado muçulmano? Israel não pode permitir isso. Isto não é um jogo. É realmente um perigo existencial."

### Seminário Nacional de Treinamento de Liderança Política Saban
Saban patrocina o Seminário Americano-Israelense de Treinamento de Liderança Política do Comitê de Assuntos Públicos Seminário Nacional de Treinamento de Liderança Política Saban, uma série de seminários semestrais em Washington para fornecer três dias de treinamento intensivo de advocacia a ativistas estudantis universitários pró-Israel. Os seminários fornecem formação a até 300 estudantes de cem campi, a fim de "preparar para os desafios e oportunidades em seus campi e [os alunos] deixaram Washington preparados para mobilizar impacto legislativo e eleitoral durante o próximo ano letivo e na campanha de 2008." Dentre as figuras de destaque que debateram nos seminários estão o senador Evan Bayh, o congressista Mark Kirk e os acadêmicos David Makovsky, Robert Satloff e Dennis Ross.

### Redistritamento eleitoral da Califórnia
Em 2005, Saban gastou 100 mil dólares para se opor a Proposição 77 de 2005, sobre reforma dos distritos eleitorais da Califórnia. Saban doou US$ 100 mil para passar a reforma de distritos eleitorais da Califórnia de 2008, Proposição 11, que criou uma Comissão de Redistritamento dos Cidadãos para redesenhar as fronteiras políticas do estado da Califórnia, mas não os distritos congressionais federais. Saban contribuiu com US$ 2 milhões para apoiar a Proposição 27, de 2010 que revoga a Proposição 11 da Califórnia, a reforma de 2008 - a mesma reforma que Haim Saban tinha apoiado anteriormente com uma contribuição de US$ 100 mil. Ele se juntou a lista de outros doadores com contatos, e com grandes fortunas para o Partido Democrata no apoio à Proposição 27.

## Doações e patrocínios
Em 2002, Haim Saban fez uma doação inicial de US$ 13 milhões, para a criação do Saban Center for Middle East Policy, um think tank de política externa com sede em Washington, D.C. O Saban Center faz parte de um  think tank maior - a Brookings Institution. O Saban Center tem como objetivo fornecer aos formuladores de políticas do governo informações e análises sobre a política externa dos Estados Unidos no Oriente Médio. Saban recrutou Martin Indyk para dirigir o centro.
Em 2007, Saban doou US$ 14 milhões para concluir o hospital infantil do Soroka Medical Center.
No âmbito do AIPAC (American Israel Public Affairs Committee), Haim Saban patrocina o Seminário Nacional de Treinamento de Liderança Política Saban, uma série de seminários semestrais, em Washington, cujo objetivo é oferecer a estudantes ativistas três dias de treinamento intensivo em advocacy  pró-Israel.  